# USS LST-582
O USS LST-582 foi um navio de guerra norte-americano da classe LST que operou durante a Segunda Guerra Mundial.